# Lunux Lighting
Lunux Lighting GmbH (vormals Hellux) ist einer der ältesten deutschen Hersteller von Leuchten.

## Historie
Das Traditionsunternehmen wurde im Zuge der Elektrifizierung 1891 gegründet. Die Ausbreitung der Stromversorgung und die gewerbliche Produktion von Kohlefadenlampen im Jahr 1883 ebneten den Weg für die Produktion „elektrotechnischer Bedarfsartikel“. In den ersten Jahren spezialisierte sich das Unternehmen auf die Produktion sogenannter Banker- und Schreibtischlampen. Die erste Markenanmeldung der Lichttechnischen Spezialfabrik ist datiert auf den 13. November 1919 und beschreibt das Produktionsportfolio u. a. mit „elektrische Birnen, Lampen, Schalter, Steckdosen, Schalterrosetten, Lampenfassungen, Lampenaufzugs- und Aufhängevorrichtungen, Bogenlampenkupplungen, Wandarme, Lampenarmaturen und Deckenbeleuchtungen“. Hellux war einer der Exponatelieferanten der Ausstellung „Berlin im Licht“ im Märkischen Museum, in dem das letzte Jahrhundert der Straßenbeleuchtung in Berlin dargestellt wurde.
2016 benannte sich Hellux im Rahmen einer Unternehmensübernahme in Lunux um.
Im Jahre 2020 wurde Lunux durch die die SBF Spezialleuchten AG aus Leipzig übernommen und in Lunux Lighting GmbH umbenannt.